# Suzanne Bakker
Suzanne Bakker (Hensbroek, 9 juli 1986) is een Nederlandse trainster en voormalig voetbalster. Zij behoorde tot de speelsters van het FC Utrecht dat in 2007 toetrad tot de Eredivisie voor vrouwen. Tot en met 30 juni 2024 was ze de trainster van de Ajax Vrouwen. Sinds 2024 is ze hoofdtrainer van de vrouwen van AC Milan.

## Carrière
Bakker speelde in de jeugdopleiding van Wartburgia in Amsterdam-Oost waarna ze in 2007 geselecteerd werd door FC Utrecht.
In april 2017 werd bekend dat Bakker de assistent-trainster wordt bij de nieuwe Eredivisie-club voor vrouwen Excelsior Barendrecht.
Een jaar later maakte Bakker de overstap naar Ajax om daar het nieuw opgerichte Talententeam te trainen. Vanaf het seizoen 2022/23 werd zij de trainer van het eerste vrouwenelftal. Ze tekende een contract voor twee seizoenen en werd in haar eerste seizoen direct landskampioen. In het daaropvolgende seizoen behaalde de ploeg onder haar leiding verrassende overwinningen op Paris Saint-Germain en Bayern München in de UEFA Women's Champions League en stond bovenaan deze poule in de winterstop en op de tweede plaats in de competitie. Desondanks werd op 10 januari 2024 bekendgemaakt dat haar aflopende contract niet wordt verlengd. In juli van datzelfde jaar maakte AC Milan bekend Bakker te hebben aangesteld als hoofdtrainer van het eerste elftal met een contract tot medio 2026.